# Soldater, modigt framåt gå
Soldater, modigt framåt gå eller Soldater, modigt gå framåt är en sång med text från 1884 av Annie Hartelius efter en engelsk förebild. Sången sjungs på en engelsk melodi och publicerades första gången i Stridsropet nr 15, 1884.

## Publicerad i
- Musik till Frälsningsarméns sångbok 1907 som nr 246 med inledningsraden "Soldater, modigt gån framåt".
- Frälsningsarméns sångbok 1929 som nr 430 under rubriken "Strid och verksamhet - Under striden" med inledningsraden "Soldater, modigt gå framåt".
- Frälsningsarméns sångbok 1968 som nr 488 under rubriken "Kamp och seger" med inledningsraden "Soldater, modigt gå framåt".
- Frälsningsarméns sångbok 1990 som nr 642 under rubriken "Strid och kallelse till tjänst" med inledningsraden "Soldater, modigt framåt gå".